# فوج الملكة الملكي (غرب سري)
فوج الملكة الملكي كان فوج تابع للجيش البريطاني الإنجليزي منذ 1661 وحتى 1959. فقد كان فوج مشاة خط الأرفع مرتبة في الجيش البريطاني، تمامًا بعد الفوج الملكي الإسكتلندي في ترتيب الأسبقية بمشاة الخط بالجيش البريطاني. وفي عام 1959، تم دمجه مع فوج شرق سري، لتشكيل فوج مقاطعة واحد يعرف باسم فوج سري الملكي للملكة.

## الألقاب
تشكل الفوج عام 1661 على يد هنري مورداونت، إيرل بيتربورو الثاني بوصفه فوج مشاة إيرل بيتربورو في بوتني هيث (ثم في سري) خاصة لحماية المكتسبات الإنجليزية الجديدة في طنجة، وهي جزء من مهر كاترين براغانسا عندما تزوجت من الملك تشارلز الثاني. ومن هذه الخدمة، عرف أيضًا باسم فوج طنجة. وكما كان معتادًا في ذلك الوقت، عرف أيضًا باسم العقيد الحالي الذي يشغل منصب القائد له، فسمي تيمنًا بـبيرسي كيرك، ولقب حملان كيرك.
وفي عام 1685، أطلق عليه اللقب الملكي فوج مشاة الملكة الأرملة (تيمنًا بالملكة كاثرين، أرملة تشارلز الثاني) وفي 1703 أصبح فوج مشاة الملكة الملكي. وفي عام 1715، أعيد تسميته فوج مشاة أميرة ويلز تيمنًا بـكارولين أنسباش، ثم أميرة ويلز، وأعيد تخصيصه باسم فوج مشاة الملكة عام 1727 عندما أصبحت الأميرة ملكة. احتل المرتبة الثانية في قانون الملابس لعام 1747، وأعيد تسميته فوج المشاة الثاني (الملكي الخاص بالملكة) بموجب أمر ملكي لعام 1751.
وفي إصلاحات تشايلدرز لعام 1881 أصبح فوج المقاطعة لغرب سري، الذي عرف باسم (فوج غرب سري الملكي) الخاص بالملكة. بحلول عام 1921، تغير لقبه قليلاً لـفوج الملكة الملكي (غرب سري). وفي 1950 عرف بـ فوج الملكة الملكي. أما عام 1959، فتم دمجه مع فوج شرق سري، لتشكيل فوج سري الملكي للملكة.

## معلومات تاريخية

### الأيام الأولى
انتقل الفوج إلى طنجة حيث بقي هناك حتى تم إخلاء الميناء عام 1684، وعاد إلى إنجلترا. شارك الفوج في قمع تمرد مونماوث، والقتال في معركة سيجمور، والتي اشتهر خلالها (على الرغم من المبالغة في الأمر) بوحشيته. وبعد الثورة المجيدة، اشترك في الحرب في أيرلندا لصالح ويليام الثالث، للدفاع عن لندنديري المحاصرة عام 1689 وفي معركة بوين عام 1690. ومن 1692 حتى 1696 حارب في الإقليم الفلامندي في حرب السنوات التسع، في معركة لاندن وإعادة حصار نامور عام 1695.
وفي حرب الخلافة الإسبانية شارك في الحملة الأيبيرية في قادش، وفيغو، وحصارات فالنسيا دي الكنتارا، وألباكركي، وبطليوس، والكانترا وسيوداد رودريغو، ودمر تقريبًا في معركة المانسا الكارثية. وفي الحملة في البلدان المنخفضة عام 1703، دافع عن تونجرين ضد المهاجمين، مما أعطى اللورد أوفركيرك وقتًا لإعادة تنظيم قواته، حتى تم حصارها في نهاية المطاف. ولهذا تم تكريمه ومنح اللقب الملكي، وشعاره. فقضى معظم الفترة المتبقية من القرن الثامن عشر في واجب الحماية، كما أنه واحد من الأفواج التي شاركت في إخماد شغب جوردون.

## وصلات خارجية
- The Queen's Royal Surrey Regiment (official site)
- The Queen's Royal Regiment Living History Group
- Queen's Royal West Surrey Regiment Re-enactment Society
- "The Queen's Royal Regiment (West Surrey)". 14 يوليو 2006. مؤرشف من الأصل في 2008-02-01.